# Лъвската грива
„Лъвската грива“ (на английски: The Adventure of the Lion's Mane) е разказ на писателя Артър Конан Дойл за известния детектив Шерлок Холмс. Включен е в книгата „Архив на Шерлок Холмс“, публикувана през 1927 година.

## Сюжет
Внимание:  Текстът по-долу разкрива сюжета на произведението (или части от него)!
Шерлок Холмс е спрял да разследва престъпления и води спокоен живот в малка си вила на брега на Ламанша. Холмс отглежда пчели и се наслаждава на отдиха. Близо до вилата му има малко частно училище, чийто директор е господин Харолд Стакхърдс.
В края на юли 1907 г., след силна буря, Холмс среща на брега Стакхърдс, който се готви да поплува. Изведнъж, те виждат един от учителите на училището, господин Макферсън. Макферсън залита като пиян и след това пада с отчаян вопъл. Когато Холмс и Стакхърдс дотичват до него, той умира в ръцете им, успявайки само да изкрещи: „Лъвската грива!“. Холмс изследва тялото на покойника и вижда, че целия му гръб е нашарен с ужасни белези, сякаш някой е жигосал Макферсън с нажежена до червено метална жица.
Холмс внимателно инспектира място на произшествието, но не може да намери никакви следи. Очевидно е, че загиналия Макферсън е получил ужасните раните точно до водата, но как и кой го е направил – е загадка. Започва полицейско разследване и под подозрение попада друг учител от училището – Ван Мърдок, който е бил много враждебно настроен към Макферсън. Помежду им е имало съперничество, защото и двамата са били влюбени в една и съща жена – госпожица Мод Белами.
Холмс се опитва да разследва тази загадка, но всичко е напразно. Внезапно, на същото място намират умрялото куче на Макферсън. Холмс изследва трупа на кучето и вижда, че животното е умряло в ужасна агония. Това дава на Холмс определена идея, и той започва да чете на тавана на вилата си някаква книга, в която се крие разковничето на тази необичайна история.
Убеден в правотата си, Холмс отива в местната полиция, и почти веднага там пристига Стакхърдс и с полумъртвия с болки Мърдок, който моли за помощ. Върху рамото на Мърдок има същите ужасни рани, от които е загинал и Макферсън. Холмс и полицията оказват на Мърдок медицинска помощ. A Стакхърдс казва, че той отново е намерил Мърдок на същото проклето място на морския бряг.
Холмс предлага на Стакхърдс и на полицията веднага да отидат там. Там Холмс им показва какво е убило Макферсън и почти да убие и Мърдок. Това е – огромна медуза Гигантска цианеа (на латински: Cyanea capillata), която се намира във водата в близост до брега. Холмс и Стакхърдс хвърлят върху медузата огромен камък и ужасното създание умира.

## Интересни факти
„Лъвската грива“ е една от двете истории (другата – „Белият войник“), в която историята е разказана от името на Шерлок Холмс.